# Murray Stewart
Murray Scott Stewart (Durban, Sudáfrica, 2 de julio de 1986) es un deportista australiano que compitió en piragüismo en la modalidad de aguas tranquilas.
Participó en tres Juegos Olímpicos de Verano, obteniendo una medalla de plata en Londres 2012, en la prueba de K4 1000 m, el cuarto lugar en Río de Janeiro 2016 (K1 1000 m) y el sexto en Tokio 2020 (K4 500 m).
Ganó tres medallas en el Campeonato Mundial de Piragüismo entre los años 2011 y 2017.
En 2014 fue condecorado con la Medalla de la Orden de Australia (OAM).

## Palmarés internacional
| Juegos Olímpicos   | Juegos Olímpicos         | Juegos Olímpicos  | Juegos Olímpicos |
| Año                | Lugar                    | Medalla           | Competición      |
| ------------------ | ------------------------ | ----------------- | ---------------- |
| 2012               | Londres (Reino Unido)    | Medalla de oro    | K4 1000 m        |
| Campeonato Mundial |                          |                   |                  |
| Año                | Lugar                    | Medalla           | Competición      |
| 2011               | Szeged (Hungría)         | Medalla de plata  | K4 1000 m        |
| 2013               | Duisburgo (Alemania)     | Medalla de bronce | K4 1000 m        |
| 2017               | Račice (República Checa) | Medalla de oro    | K4 1000 m        |